# Placebo (album)
Placebo este albumul de debut al trupei de rock alternativ cu același nume, scos la casa de discuri Virgin Records pe data de 16 iulie 1996. În 1998 cititorii revistei Q magazine l-au votat drept al optzeci și șaptelea cel mai bun album din toate timpurile. Albumul a fost remasterizat și relansat pe 18 septembrie 2006 (pentru cea de-a zecea aniversare). Este singurul album înregistrat cu Robert Schultzberg, înainte de plecarea acestuia din trupă.

## Lista melodiilor
1. „Come Home” – 5:09
2. „Teenage Angst” – 2:42
3. „Bionic” – 5:00
4. „36 Degrees” – 3:05
5. „Hang on to Your IQ” – 5:13
6. „Nancy Boy” – 3:48
7. „I Know” – 4:44
8. „Bruise Pristine” – 3:35
9. „Lady of the Flowers” – 4:47
10. „Swallow” – 22:24
  - Conține melodia ascunsă „Hong Kong Farewell” („H.K. Farewell”) la 14:52

Albumul a fost relansat în octombrie 2006, după ce a fost masterizat digital, cu titlul „10th Anniversary collectors edition”. Includea și un DVD cu videoclipuri, concerte și apariții televizate.

### Lista melodiilor - ediția din 2006
1. „Come Home” – 5:09
2. „Teenage Angst” – 2:42
3. „Bionic” – 5:00
4. „36 Degrees” – 3:05
5. „Hang on to Your IQ” – 5:13
6. „Nancy Boy” – 3:48
7. „I Know” – 4:44
8. „Bruise Pristine” – 3:35
9. „Lady of the Flowers” – 4:47
10. „Swallow” – 4:50
11. „Paycheck” (demo) - 2:59
12. „Flesh Mechanic” (demo) - 4:28
13. „Drowning By Numbers” (B-side) - 2:57
14. „Slackerbitch” (B-side) - 3:24
15. „H.K. Farewell” - 7:31

### DVD bonus
1. Come Home – Alexandra Palace (2006)
2. Teenage Angst - The Big Breakfast (1996)
3. Nancy Boy – Top Of The Pops (1997)
4. Lady of the Flowers – Glastonbury (1998)
5. Teenage Angst – The White Room (1997)
6. Bruise Pristine – Top Of The Pops (1997)
7. 36 Degrees – Wembley Arena (2004)
8. 36 Degrees (promo)
9. Teenage Angst (promo)
10. Nancy Boy (promo)
11. Bruise Pristine (promo)

## Concept, creație și teme lirice
Albumul se deschide cu piesa „Come Home”, o exprimare a depresiei, angoasei și exceselor ce survin în urma unei despărțiri (piesa a fost lansată înainte ca trupa să semneze cu Caroline Records, prin urmare, varianta single este într-un stil mai apropiat de punk). Ca o completare vine „Teenage Angst”, o piesă despre tristețile și neîmplinirile adolescenței, descrisă la acea vreme de către critici drept piesa cu cel mai mare potențial ca single. Următoarea piesă, „Bionic”, este o piesă care are drept subiect autosatisfacerea și disprețul față de oameni, și al cărei instrumental amintește de muzica celor de la Sonic Youth. În „36 Degrees”, e exprimată dorința de a-i îndepărta pe toți cei care încearcă o apropiere, dorință ce capătă accente paranoice la un moment dat: Someone tried to do me ache / It's what I'm afraid of (Cineva vrea să îmi facă rău / De asta mă tem), în timp ce „Hang on to Your IQ” e o ilustrare a subevaluării personale. Piesa face referire în versuri la un cântec al celor de la Sonic Youth, „Silver Rocket” (Two rubbers, two lubes and a silver rocket).
Piesa „Nancy Boy” (care a fost extrasă pe single într-o formă diferită față de varianta de pe album, cu titlul de „sex mix”) este considerată una din piesele reprezentative pentru trupă, datorită liricii sale cu aluzii sexuale. Cu toate acestea, ea a fost caracterizată de către Molko drept o piesă obscenă, pe care și-ar fi dorit să nu o fi scris niciodată. Durerea și depresia provocate de moartea unei relații, exprimate în „I Know”, vin în opoziție cu temele din „Nancy Boy”. Pe această piesă, Schultzberg cântă la didgeridoo.
„Bruise Pristine” este o altă piesă depresivă, unul din versuri fiind We were born to lose (Am fost născuți să pierdem). Din punct de vedere instrumental, și acest cântec amintește de muzica celor de la Sonic Youth. „Lady of the Flowers” este o piesă care reia într-o oarecare măsură tema din „Nancy Boy”, folosind pe alocuri expresii pornografice (hair pies, aluzie la organele genitale feminine), în opoziție cu titlul care e o referire religioasă (Santa Maria del Fiore). Ultima piesă, „Swallow”, apare drept rezumat al temelor ce predomină pe album, făcând referire la suicid, droguri și sex într-un amalgam de cuvinte confuze. Brian Molko a compus melodia pe când era sub influența drogurilor, prin urmare nu știe exact ce anume reprezintă versurile. Melodia ascunsă, „Hong Kong Farewell” este un instrumental liniștit spre nostalgic, un sfârșit și o concluzie la zbuciumul exprimat de-a lungul întregului album.

## Recenzii
All Music a notat albumul cu 3 stele din 5 și l-a descris ca având influențe din muzica rock progresiv a anilor '70 și muzica college rock de la sfârșitul anilor '80, specificând „Acestea nu sunt decât puncte de plecare, 'condimentate' din plin cu o doză substanțială de chitară heavy și cu versuri opace”. Partea lirică era descrisă drept „înduioșătoare și inteligentă”, recenzia încheindu-se astfel: „Albumul Placebo poate părea, din punct de vedere al sunetului, o combinație între Smashing Pumpkins și Rush, dar este bine realizat, iar modul în care combină genurile muzicale îl fac interesant.”
Georgetown Voice nota următoarele: „În calitate de solist, compozitor, chitarist și travestit, Molko își asumă în mare parte meritul. El scrie muzică pop care atrage, cu ceva neobișnuit - o anomalie luând în considerare lumea sa autocreată, alcătuită din depresii puternice și escapade create cu ajutorul drogurilor. [...] drumul către centrul de interes al celor de la Placebo pare a fi totuși undeva la jumătate. [...] Satisface, raportat la timp și la loc. Dar sentimentul persistent și irațional că totul ar putea fi fals, continuă să existe.” „Placebo își bazează imaginea de 'Totul e nasol, dar ce poți face în privința asta?' pe încercările de a compune versuri întunecate și poetice similare celor ale solistului de la Nine Inch Nails, Trent Reznor.”, nota NE News, adăugând „Întunecate: da. Poetice: nu.” și încheind într-o notă critică „Trupa va atrage cel mai probabil pe cei în genul lor, o altă formație pentru singuraticii de 13 ani proveniți din familii disfuncționale și pentru travestiți. Oricum, pentru cei care au avut o zi proastă, albumul nu este rău ca muzică de fundal.”
Descriind muzica Placebo ca fiind o revitalizare a primului val post-punk, cu influențe din New Order, The Cure, Siouxsie and the Banshees, U2 și Talking Heads, The New York Times aprecia că „Problemele lui [Brian Molko] - nesiguranță pe plan sexual, singurătate, introvertism - sunt concentrate în cântece scurte, transparente.” Anodyne menționa la influențe Sonic Youth, acordând trupei calificativul „splendidă” și descriind muzica ca fiind una care ar putea să-ți dea viața peste cap și chiar să „te trimită după gratii în câteva state.”
Printre factorii care au atras cel mai mult atenția la vremea respectivă a fost Molko însuși. Nu puțini erau cei care îl confundau cu o femeie, atât din cauza  vocii, cât și din cauza apariției sale. „Îmi place să mă joc cu mințile oamenilor”, avea să recunoască solistul într-un interviu de mai târziu.

## Poziții în topuri
- 5 - Marea Britanie[17]
- 50 - Franța[18]

## Brian Molko despre piese
În concerte, Brian obișnuia adesea să-și prezinte piesele într-un fel anume. Iată câteva exemple:
- „Teenage Angst”
  - „How many people here had to get permission to come here from their parents? Raise your hands. This song's for you.” („Câți dintre voi au trebuit să ceară permisiunea părinților pentru a veni aici în seara asta? Ridicați mâinile. Cântecul acesta e pentru voi.”)
- „Bionic”
  - „Some of you tonight are going to go home with your boyfriend or girlfriend. Some of you who are lucky and good-looking may just go home with a Rock Star. But those of you who go home alone should remember that there is always an 8 inch object made of plastic and with a motor that will never let you down. This is Bionic.” („Unii dintre voi vor merge acasă în seara asta cu prietenul sau prietena. Alții, care sunt norocoși și care arată bine ar putea merge acasă cu un star rock. Aceia dintre voi care merg acasă singuri ar trebui să își amintească că există un obiect de 8 inci făcut din plastic și cu un motor care nu vă va dezamăgi niciodată. E vorba de Bionic.”)
  - „This song is about a robot fuck.”
- „36 Degrees”
  - „This is a public safety message, everyone should drink at least one pint of water every hour, because we don't want anybody over-heating... We all know that the average body temperature is 37.5 degrees, this song is 36 Degrees.” („Acesta este un mesaj pentru siguranța publicului, toți ar trebui să bea măcar vreo cinci sute de ml de apă pe oră, fiindcă nu vrem ca cineva să se supraîncălzească... Știm cu toții că temperatura umană obișnuită e de 37.5 grade, acest cântec e 36 Degrees”)
  - „This is a song about how hot the weather was today at about nine o'clock in the morning.” („Acesta e un cântec despre cât de ridicată era temperatura astăzi pe la nouă dimineața”)
- „Hang on to Your IQ”
  - „Ice Cube said check yourself before you wreck yourself, Placebo says hang on to your IQ.”
- „Nancy Boy”
  - „Now, some people say that this is the best song that we ever wrote and we say BULL S-H-I-T!...”
- „Bruise Pristine”
  - „It has now come to the point of the show to declare, there are some bruises that never go away...” („A venit acum momentul să declarăm că sunt anumite vânătăi ce nu dispar niciodată...”)
  - „This is for all you bleeding hearts.” („Acesta este pentru toți cei care suferă.”)
- „Lady of the Flowers”
  - „Lady of the Flowers, they've been dead for hours, Interflora, 'cause I adore ya...”